# Calodia
Calodia är ett släkte av insekter. Calodia ingår i familjen dvärgstritar.

## Dottertaxa tillCalodia, i alfabetisk ordning[1]
- Calodia apicalis
- Calodia attenuata
- Calodia barnesi
- Calodia bifurcata
- Calodia bispinata
- Calodia bispinosa
- Calodia centata
- Calodia claustra
- Calodia cumula
- Calodia falx
- Calodia grandis
- Calodia guttivena
- Calodia harpagota
- Calodia hemicycla
- Calodia inaequalis
- Calodia inclinans
- Calodia iniquitas
- Calodia jonesi
- Calodia kirkaldyi
- Calodia kodikanelensis
- Calodia laosensis
- Calodia lateralis
- Calodia lii
- Calodia longispina
- Calodia longistyla
- Calodia martini
- Calodia multipectinata
- Calodia multispinata
- Calodia obliqua
- Calodia obliquasimilaris
- Calodia obscurus
- Calodia ostentus
- Calodia paracava
- Calodia paraobscura
- Calodia paraostenta
- Calodia paucita
- Calodia pennata
- Calodia pica
- Calodia punctivena
- Calodia quadrispinata
- Calodia rama
- Calodia robusta
- Calodia serrata
- Calodia setulosa
- Calodia siberutensis
- Calodia sparsispinulata
- Calodia spinifera
- Calodia spinocava
- Calodia subcrista
- Calodia sulawesiensis
- Calodia tripectinata
- Calodia trispinata
- Calodia warei
- Calodia webbi
- Calodia vicina
- Calodia yayeyamae
- Calodia yunnanensis